# Gliese 876 e
Gliese 876 e est une exoplanète en orbite autour de Gliese 876, une naine rouge située à environ 15,3 années-lumière (4,69 pc) du Soleil, dans la constellation du Verseau. Un système planétaire à quatre corps a été détecté autour de cette étoile par la méthode des vitesses radiales :
| Planète                            | Masse (MJ)      | Demi-grand axe (UA)     | Période orbitale (d) | Excentricité       |
| ---------------------------------- | --------------- | ----------------------- | -------------------- | ------------------ |
|                                    |                 |                         |                      |                    |
| Gliese 876 d                       | 0,021 ± 0,001   | 0,02080665 ± 1,5 × 10-7 | 1,93778 ± 2 × 10-5   | 0,207 ± 0,055      |
| Gliese 876 c                       | 0,7142 ± 0,0039 | 0,12959 ± 2,4 × 10-5    | 30,0881 ± 0,0082     | 0,25591 ± 3 × 10-5 |
| Gliese 876 b                       | 2,2756 ± 0,0045 | 0,208317 ± 2 × 105      | 61,1166 ± 0,0086     | 0,0324 ± 0,0013    |
| Gliese 876 e                       | 0,046 ± 0,005   | 0,3343 ± 0,0013         | 124,26 ± 0,7         | 0,055 ± 0,012      |
|                                    |                 |                         |                      |                    |
| Système planétaire de Gliese 876,. |                 |                         |                      |                    |

Gliese 876e boucle en 124 jours une orbite peu excentrique dont le demi-grand axe vaut environ 0,33 UA. Elle présente une résonance orbitale 4:2:1 dite « de Laplace » avec Gliese 876 c et Gliese 876 b, à l'instar des satellites Io, Europe et Ganymède de Jupiter.
La résonance orbitale avec les planètes voisines a permis d'évaluer la masse de Gliese 876 e aux environs de 14,6 M⊕, c'est-à-dire de l'ordre de la masse d'Uranus. Sa nature est donc incertaine, pouvant aussi bien être une géante gazeuse qu'une super-Terre ou tout intermédiaire entre ces deux catégories.